# UFM1
UFM1 (англ. Ubiquitin fold modifier 1) – білок, який кодується однойменним геном, розташованим у людей на короткому плечі 13-ї хромосоми. Довжина поліпептидного ланцюга білка становить 85 амінокислот, а молекулярна маса — 9 118.
| 10         |  | 20         |  | 30         |  | 40         |  | 50         |
| ---------- |  | ---------- |  | ---------- |  | ---------- |  | ---------- |
| MSKVSFKITL |  | TSDPRLPYKV |  | LSVPESTPFT |  | AVLKFAAEEF |  | KVPAATSAII |
| TNDGIGINPA |  | QTAGNVFLKH |  | GSELRIIPRD |  | RVGSC      |  |            |

A: Аланін

C: Цистеїн

D: Аспарагінова кислота

E: Глутамінова кислота

F: Фенілаланін

G: Гліцин

H: Гістидин

I: Ізолейцин

K: Лізин

L: Лейцин

M: Метіонін

N: Аспарагін

P: Пролін

Q: Глутамін

R: Аргінін

S: Серин

T: Треонін

V: Валін

Задіяний у таких біологічних процесах, як убіквітинування білків, альтернативний сплайсинг. 
Локалізований у цитоплазмі, ядрі.